# Dänischer Fußballpokal 1999/2000
Der Dänische Fußballpokal 1999/2000 (unter Sponsorenschaft auch DONG Cup) war die 46. Austragung des dänischen Pokalwettbewerbs der Männer. Er wurde vom dänischen Fußballverband ausgetragen. Das Finale fand traditionell am Himmelfahrtstag (1. Juni 2000) im Parken von Kopenhagen statt. Pokalsieger wurde Viborg FF, der sich im Finale gegen Aalborg BK durchsetzte.
Das Halbfinale wurde in Hin- und Rückspiel entschieden. In den anderen Runden wurden die Begegnungen in einem Spiel ausgetragen. Bei unentschiedenem Ausgang wurde zur Ermittlung des Siegers eine Verlängerung gespielt. Stand danach kein Sieger fest, folgte ein Elfmeterschießen.

## 1. Runde
Es nahmen 48 Mannschaften der Dänemarkserie sowie die 16 Teams der 2. Division 1998/99 teil.
|                            | Ergebnis              |                        |
| -------------------------- | --------------------- | ---------------------- |
| Albertslund IF             | 1:3                   | Amager BK 1970         |
| Allested U&IF              | 0:1 n. V.             | IK Skovbakken          |
| Aulum IF                   | 0:0 n. V. (5:3 i. E.) | Vorup Frederiksberg BK |
| Brændekilde-Bellinge BK    | 2:1 n. V.             | Lindholm IF            |
| Egebjerg IF                | 1:3                   | Assens FC              |
| Farum BK                   | 1:2                   | Roskilde BK            |
| FC Fredericia              | 2:3                   | B 1913 Odense          |
| Humlebæk BK                | 5:1                   | Tårup IF               |
| Jetsmark IF                | 1:3                   | Dalum IF               |
| Kastrup BK                 | 2:3                   | FC Bornholm            |
| KFUM Kopenhagen            | 0:1                   | Skovshoved IF          |
| Kolding BK                 | 0:1                   | Randers SK Freja       |
| Kolding KFUM               | 2:3                   | Frederikshavn fI       |
| Lejerbo BK                 | 0:6                   | Holbæk B&I             |
| Maribo BK                  | 3:5                   | B 1908 Amager          |
| Middelfart G&BK            | 2:1                   | IF Lyseng              |
| Måløv BK                   | 4:1                   | Gentofte-Vangede IF    |
| Nykøbing Falster Alliancen | 2:1                   | Tårnby BK              |
| Næsbjerg-Rousthøje UI      | 2:2 n. V. (6:5 i. E.) | Hjørring AIK Frem      |
| Næsby BK                   | 4:6 n. V.             | Kolding IF             |
| Osted IF                   | 1:7                   | Kalundborg GB          |
| FK Prespa                  | 0:8                   | Ølstykke FC            |
| Raklev GI                  | 0:1                   | Vanløse IF             |
| Sjørring BK                | 1:7                   | Bramming BK            |
| Stenløse BK                | 4:2                   | IF Skjold Skævinge     |
| AIK 65 Strøby              | 2:4                   | Virum/Sorgenfri BK     |
| Suså IF                    | 2:9                   | Slagelse B&I           |
| Søllested IF               | 00:11                 | Hellerup IK            |
| Tjørring IF                | 0:4                   | IK Aalborg Chang       |
| Viby IF                    | 4:3                   | Skive IK               |
| Vildbjerg SF               | 2:1                   | Hobro IK               |
| Aarhus IF 1900             | 1:4                   | Nørresundby BK         |

## 2. Runde
Teilnehmer waren die 32 Sieger der ersten Runde und die 8 Vereine auf den Plätzen neun bis sechzehn der 1. Division 1998/99.
|                            | Ergebnis  |                    |
| -------------------------- | --------- | ------------------ |
| AB Gladsaxe                | 0:4       | BK Frem Kopenhagen |
| Aulum IF                   | 1:2       | IK Aalborg Chang   |
| B 1908 Amager              | 3:2 n. V. | Næstved BK         |
| B 1908 Amager              | 1:2       | Hvidovre IF        |
| B 1909 Odense              | 1:0       | Dalum IF           |
| Brændekilde-Bellinge BK    | 0:9       | Frederikshavn fI   |
| Bramming BK                | 3:4       | Kolding IF         |
| FC Bornholm                | 2:5       | Holbæk B&I         |
| Glostrup IF 32             | 2:1       | Hellerup IK        |
| Holstebro BK               | 0:3       | B 1913 Odense      |
| Humlebæk BK                | 4:2       | Kalundborg GB      |
| Middelfart G&BK            | 0:3       | Randers SK Freja   |
| Måløv BK                   | 5:2       | Vanløse IF         |
| Nykøbing Falster Alliancen | 2:4       | Skovshoved IF      |
| Næsbjerg-Rousthøje UI      | 1:2 n. V. | Vildbjerg SF       |
| Roskilde BK                | 1:3 n. V. | Ølstykke FC        |
| Slagelse B&I               | 2:3       | IK Skovbakken      |
| Stenløse BK                | 1:2       | Virum/Sorgenfri BK |
| Viby IF                    | 2:1       | Nørresundby BK     |
| Assens FC                  | 0:2       | Svendborg fB       |

## 3. Runde
Teilnehmer: Die 20 Sieger der zweiten Runde, sechs Teams auf den Plätzen drei bis acht der 1. Division 1998/99 und der Elfte und Zwölfte der Superliga 1998/99. Der Achtplatzierte der 1. Division Køge BK erhielt ein Freilos.
|                    | Ergebnis  |                  |
| ------------------ | --------- | ---------------- |
| Glostrup IF 32     | 4:0       | Ølstykke FC      |
| Vildbjerg SF       | 2:5       | AC Horsens       |
| Frederikshavn fI   | 1:6       | FC Midtjylland   |
| BK Frem Kopenhagen | 2:1 n. V. | Hvidovre IF      |
| Haderslev FK       | 3:1       | Randers SK Freja |
| Humlebæk BK        | 0:1       | Fremad Amager    |
| Kolding IF         | 5:2       | IK Skovbakken    |
| Måløv BK           | 2:1       | Holbæk B&I       |
| Skovshoved IF      | 1:8       | B.93 Kopenhagen  |
| Svendborg fB       | 2:1       | B 1909 Odense    |
| Viby IF            | 0:2       | B 1913 Odense    |
| Virum/Sorgenfri BK | 3:0       | B 1908 Amager    |
| IK Aalborg Chang   | 2:4 n. V. | Aarhus Fremad    |

## 4. Runde
Teilnehmer: Die 14 Sieger der dritten Runde, der Erste und Zweite der 1. Division 1998/99, sowie die vier Vereine auf den Plätzen sieben bis zehn der Superliga 1998/99.
|                    | Ergebnis              |                 |
| ------------------ | --------------------- | --------------- |
| AC Horsens         | 0:2                   | Aarhus Fremad   |
| Svendborg fB       | 0:2                   | Viborg FF       |
| B 1913 Odense      | 3:6                   | FC Midtjylland  |
| BK Frem Kopenhagen | 1:3                   | Esbjerg fB      |
| Haderslev FK       | 3:4                   | B.93 Kopenhagen |
| Glostrup IF 32     | 2:1                   | Aarhus GF       |
| Kolding IF         | 0:5                   | FC Kopenhagen   |
| Køge BK            | 2:2 n. V. (2:4 i. E.) | Silkeborg IF    |
| Måløv BK           | 3:4                   | Fremad Amager   |
| Virum/Sorgenfri BK | 0:1                   | Odense BK       |

## 5. Runde
Teilnehmer: Die 10 Sieger der vierten Runde und die besten sechs Vereine der Superliga 1998/99.
|                 | Ergebnis              |              |
| --------------- | --------------------- | ------------ |
| B.93 Kopenhagen | 0:4                   | Brøndby IF   |
| Esbjerg fB      | 1:0                   | Odense BK    |
| FC Midtjylland  | 0:0 n. V. (4:5 i. E.) | Aalborg BK   |
| FC Aarhus 1     | 3:2 n. V.             | Vejle BK     |
| Fremad Amager   | 3:9                   | Viborg FF    |
| Glostrup IF 32  | 2:4                   | Lyngby BK    |
| AB Gladsaxe     | 1:0                   | Herfølge BK  |
| FC Kopenhagen   | 2:0                   | Silkeborg IF |

## Viertelfinale
Teilnehmer: Die 8 Sieger der vierten Runde.
|               | Ergebnis              |             |
| ------------- | --------------------- | ----------- |
| Esbjerg fB    | 1:2                   | Aalborg BK  |
| FC Kopenhagen | 1:1 n. V. (3:4 i. E.) | AB Gladsaxe |
| FC Aarhus     | 0:1                   | Brøndby IF  |
| Lyngby BK     | 2:3 n. V.             | Viborg FF   |

## Halbfinale
|             | Gesamt          |            | Hinspiel | Rückspiel |
| ----------- | --------------- | ---------- | -------- | --------- |
| AB Gladsaxe | 2:3             | Aalborg BK | 1:1      | 1:2       |
| Viborg FF   | 1:1 (5:4 i. E.) | Brøndby IF | 1:0      | 0:1 n. V. |

## Finale
| Paarung        | Viborg FF – Aalborg BK |
| Ergebnis       | 1:0 (1:0) |
| Datum          | 1. Juni 2000 |
| Stadion        | Parken, Kopenhagen |
| Zuschauer      | 18.098 |
| Schiedsrichter | Knud Erik Fisker |
| Tore           | 1:0 Hans Eklund (9.) |
| Viborg FF      | Arkadiusz Onyszko – Morten Hamm, Palle Sørensen, Ralf Pedersen, Jan Larsen – Morten Poulsen (88. Klaus Kærgaard), Thomas Frandsen, Jacob Glerup, Anders Winter (34. Claus Kjærgaard) – Hans Eklund, Heine Fernandez (63. Alex Nørlund). Cheftrainer: Kim Poulsen          |
| Aalborg BK     | Jimmy Nielsen – Brian Priske, Torben Boye, Jozo Matovac – Jens Jessen (84. Thomas Bælum), Henrik Rasmussen (46. Thomas Gaardsøe), Ståle Solbakken, Anders Andersson (61. Søren Frederiksen), Allan Gaarde – Andres Oper, Mikkel Beck. Cheftrainer: Hans Backe ( Schweden) |